# Colin Cowdrey
Michael Colin Cowdrey, Baron Cowdrey de Tonbridge, est un joueur de cricket international et dirigeant sportif anglais né le 24 décembre 1932 à Bangalore en Inde et mort le 4 décembre 2000 à Littlehampton. Il effectue la totalité de sa carrière au sein du Kent County Cricket Club. Il dispute son premier test-match avec l'équipe d'Angleterre en 1954. Capitaine de l'équipe nationale à vingt-sept reprises, ce batteur établit en 1970 le record du plus grand nombre de courses marquées en carrière en test-match, avant d'être dépassé par Garfield Sobers deux ans plus tard. Il est également le premier joueur à dépasser les 100 sélections dans cette forme de jeu.
À l'issue de sa carrière sportive, Cowdrey est notamment président du Marylebone Cricket Club en 1986 et occupe le poste de chairman de l'International Cricket Council de 1989 à 1993. Il est nommé Pair à vie en 1997, devenant le deuxième joueur de cricket après Learie Constantine à recevoir cet honneur. Son fils Chris est capitaine de la sélection nationale en 1988.

## Biographie
Colin Cowdrey naît le 24 décembre 1932 à Bangalore en Inde, où ses parents possède une plantation de thé. Son père, Ernest Cowdrey, joue un match avec l'équipe des Européens d'Inde et baptise son fils Michael Colin pour que ses initiales soient les mêmes que celles du Marylebone Cricket Club.
À l'âge de cinq ans, il est envoyé en Angleterre pour y recevoir son éducation, d'abord à Sutton, dans le Surrey. À treize, il intègre une école de Tonbridge, dans le Kent. Il joue avec l'équipe de cricket de l'école, d'abord en tant que lanceur puis en tant que batteur. Il débute en cricket « first-class » avec le Kent County Cricket Club en 1950 à l'âge de 17 ans. Il intègre l'Université d'Oxford et joue pour l'Oxford University Cricket Club.
Il est sélectionné pour la tournée de l'équipe d'Angleterre en Australie en 1954-1955, alors que les visiteurs doivent y défendre les Ashes. Il réussit deux centuries lors d'un match contre la Nouvelle-Galles du Sud. Il dispute son premier test-match, contre l'Australie, lors de la première rencontre de la série, qui en compte cinq. Lors du troisième, au Melbourne Cricket Ground, il réalise un score de 102 courses alors que son équipe n'en réussit que 191.

## Bilan sportif

### Principales équipes
|                                | Test        | ODI         |
| ------------------------------ | ----------- | ----------- |
| Angleterre                     | 1954 - 1975 | 1971        |
|                                | First-class | List A      |
| Oxford University (Angleterre) | 1952 - 1954 |             |
| Kent (Angleterre)              | 1950 - 1976 | 1963 - 1975 |

### Statistiques
Colin Cowdrey bat en 1970 le record du plus grand nombre de courses marquées en test-matchs. Il dépasse le total établit par son compatriote Wally Hammond à la fin de sa carrière, en 1947, 7249. En 1972, alors qu'il a porté son total de courses à 7591, il est dépassé par le joueur des Indes occidentales Garfield Sobers. En 1968, Cowdrey est sélectionné pour la centième fois en test-match. Il est le premier joueur à passer cette barre.

### Honneurs
- Un des cinq Wisden Cricketers of the Year de l'année 1956[6].
- Anobli en 1992[1].
- Désigné Pair à vie en 1997[1].
- Membre de l'ICC Cricket Hall of Fame depuis 2009 (membre inaugural)[7].